# Clément Castelli
Pour les articles homonymes, voir Castelli.
Clément-François Castelli (né le 14 janvier 1870 à Premia dans la province du Verbano-Cusio-Ossola  en Italie et mort à Paris le 12 décembre 1959) est un peintre membre de la Société des peintres de montagne.

## Biographie
Clément Castelli est né à Premia dans la région du Piémont, d'une famille originaire du village de Coggia sur la commune de Varzo dans la même province. Il vient habiter Paris en 1880 où il suit sa scolarité.
Il partagera ensuite sa vie entre la France (Paris et les Alpes) et l'Italie.
Il est en 1925 coorganisateur de l'exposition Italo-Suisse qui se tient à Domodossola où il expose. Il reçoit des mains du roi Victor-Emmanuel III d'Italie une médaille de vermeil et la ville de Domodossola lui achète deux toiles pour son musée.
En 1933, il est officier d'Académie puis officier de l'Instruction publique en 1948 lorsqu'une de ses toiles est admise au Musée du Louvre. Le Musée du Louvre possède également un autre de ses paysages.
Il meurt le 12 décembre 1959 âgé de 89 ans dans son atelier d'artiste dans le quartier du Montparnasse, après avoir été renversé par une auto Place de la République à Paris.

## Carrière artistique
Il se destine très tôt à la peinture et part étudier à l'Académie libre de Rome. Il complète ses études par un voyage italien dans l'esprit du Grand Tour. En France, il est l'élève des peintres Jules Adler et Léon Bellemont. Il retourne fréquemment en Italie pour de nombreuses missions artistiques.
Il expose au Salon des indépendants dès 1913 et au Salon des artistes français en 1921. La ville de Paris lui remet une médaille d'argent à l'exposition du Salon Violet en 1938.
Il entre à la Société des Peintres de Montagne en 1927 et va s'y investir activement : il entre à son comité directeur en 1929, et en devient le commissaire aux expositions en 1934, tâche qu'il assumera jusqu'à sa mort en 1959.
Il est également reconnu pour son activité de restaurateur. En 1915, lors d'un séjour au berceau familial de Varzo, il remarque et met au jour dans l'église paroissiale, une fresque du XVe siècle dissimulée sous un épais badigeon de chaux. Il mène à bien la restauration de la fresque. Ses connaissances des Primitifs et des maîtres de la Renaissance et ses qualités de technicien font de Castelli un restaurateur très recherché. Il possède également une technique très sûre pour réentoiler les œuvres anciennes.

## Distinctions
- Officier d'académie
- Officier de l'Instruction publique

## Œuvres
Clément Castelli est avant tout un peintre de montagne. Il a surtout peint les Alpes: grands massifs des alpes françaises (Vallée de Chamonix, La Meije  et l'Oisans, etc.) mais également les Alpes suisses (nombreux tableaux représentant le Cervin en particulier) et italiennes. Il représente aussi bien des paysages de montagne, que des fonds de vallée ou des vues de la haute montagne que ses qualités de montagnard lui permet de fréquenter.
Il a également peint quelques tableaux  sur les sites pyrénéens, le Cirque de Gavarnie, le lac de Gaube ou la vallée d'Ossau qu'il exposa à Tarbes.
C'est un artiste prolifique qui a peint de très nombreux tableaux. Il peint souvent sur des petits panneaux, plus faciles à emporter en haute montagne, mais également sur toile. Il peint au pinceau, de façon assez classique ; sa palette, faite de couleurs assez « froides » est caractéristique.
Un tampon, apposé au dos de ses tableaux, indique qu'au moins pour un temps, son atelier était situé à Paris, rue du Faubourg-du-Temple.

## Sources
- Clément Castelli, peintre de montagne, Collection des cahiers de l'art contemporain, n°28, Paris, 193?.
- Clément Castelli, biographie, Marcel Fromenteau lauréat de l'Académie Française, Paris, 1937.